# Bany de bosc

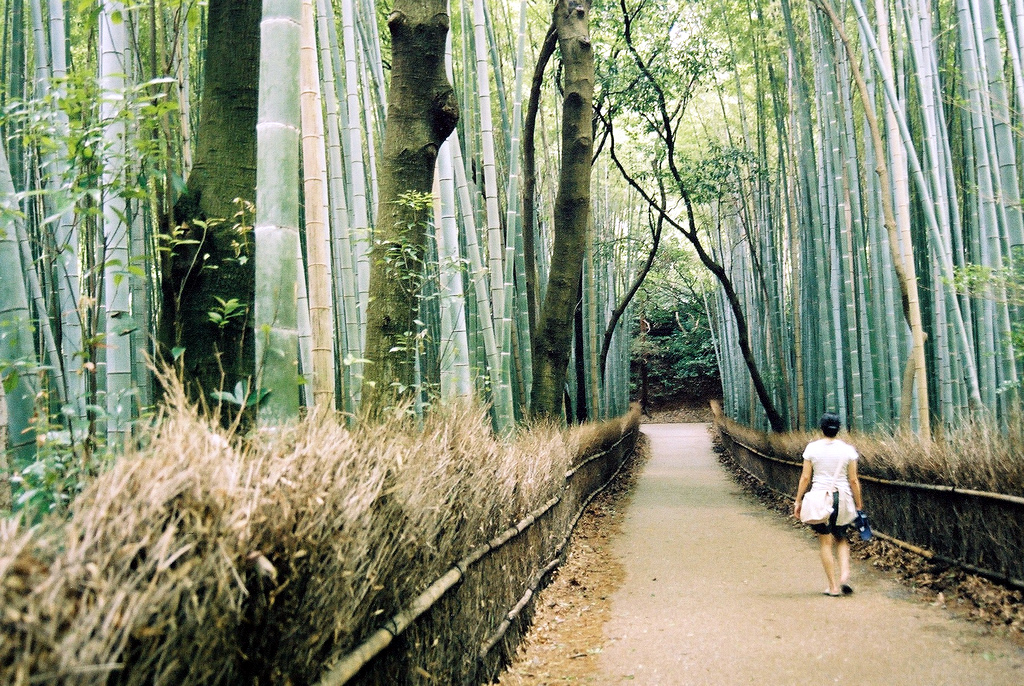
Caminant a través d'un bosc de bambú a Arashiyama, Kyoto

Al Japó, els banys de bosc o banys forestals, anomenats shinrin-yoku (森林浴) en japonès i mandarí, sanlimyok (산림욕) en coreà, són estades curtes i pausades per un bosc.

## Història
Diversos estudis indiquen l'existència de beneficis dels banys de bosc sobre la salut. S'ha demostrat que l'exposició a la naturalesa proporciona efectes neuropsicològics calmants mitjançant canvis en el sistema nerviós. A més, augmenta el nivell sèric de l'hormona adiponectina. Els nivells baixos d'aquesta hormona es relacionen amb la obesitat, la diabetis mellitus tipus 2, les malalties cardiovasculars i la síndrome metabòlica, entre altres trastorns. Al Japó hi ha 44 boscos acreditats per fer-hi banys de bosc.

## Activitat
Els banys de bosc impliquen una visita relaxada per un bosc mentre es respiren substàncies volàtils anomenades fitoncides (olis essencials de la fusta), que són compostos volàtils amb activitat antimicrobiana derivats dels arbres, com l'alfa-pinè i el limonè. El 1982 l'Agència Forestal del Japó va incorporar els banys de bosc a la llista de pràctiques saludables. Actualment estan reconeguts al Japó com a activitat relaxant i per al tractament de l'estrès.
Quan entrem en un bosc, s'activen els sentits i, gràcies als fitònids –unes substàncies químiques que emeten les plantes i alguns derivats dels arbres–, augmenten els nivells intracel·lulars de les proteïnes que ens defensen d'algunes infeccions i tumors. També disminueix la pressió arterial, la freqüència cardíaca i les hormones que ens causen estrès, com la noradrenalina. Però no sols això: després d'un bany forestal tenim menys ansietat, fatiga i sentim més benestar. El Mycobacterium vaccae, un bacteri que es troba a la terra, funciona com a antidepressiu, ja que eleva el nivell d'energia i el funcionament cognitiu dels pacients. Quan trepitgem la terra del bosc, el Mycobacterium vaccae s'escampa, ens activa els nervis simpàtic i parasimpàtic i fa que ens trobem millor.